# Вујица Вулићевић
Вујица Вулићевић (Азања, 1773 – Грчац, 11. март 1828) био је српски кнез. Учествовао је у Првом српском устанку. Био је Карађорђев кум.

## Биографија
Рођен је у селу Азања код Смедеревске Паланке. Презиме Вулићевић је по Вујичином деда Вулићу који је имао брата Ђорђа од којег је род Ђорђевићи у Азањи. Браћа Вулић и Ђорђе су се доселила у Азању из околине Приштине. Заједно са војводом Чолаком Антом Симеоновићем предводио је у мају 1809. Карађорђеву офанзиву од Никшића према Црној Гори. За његовог сина Петра Вулићевића била је удата сестра кнегиње Љубице, рођена Вукомановић.
После погибије војводе Ђуше, народ смедеревске нахије за свог вођу изабрао је Вујицу Вулићевића, млађег брата Ђушиног. Војвода Вујица је водио војнике смедеревске и других нахије у бојевима за ослобођење Смедерева, Тимочке крајине, Ужица и Новог Пазара, при освајању Београда, те у биткама на Мишару, Делиграду, на Варваринском пољу  и Тичару „и где је год била највећа невоља, па је свуда хваљен као храбар борац и даровит војвода.“ Читавих пет недеља после заузећа Београда, те несрећне 1813. године, војвода Вујица са својим ратницима очајнички држао положаје код Делиграда. Јунаштво војводе Вујице опевао је и „српски Хомер“- Филип Вишњић („Бој на Салашу“ и „Бој на Варварину“...).
Вујицу Вулићевића, као једног од најхрабријих, најмудријих и најбољих српских старешина, представио је и Вук Ст. Караџић речима: „Кад се већ буна почне хајдук Вељко Петровић се изнајприје држао са Станојем Главашем, а после се прилјепи Ђуши Вулићевићу као поглавици нахије смедеревске, и тако је уза њѓа и војевао готово двије године; а кад Ђуша (1805) погине у Смедереву, он остане код његова брата Вујице.“ Хајдук Вељко Петровић- „српски Ахил“ је казивао да би од свију српских старешина с којима је војевао најволио слушати Вујицу.
Милан Ђ. Милићевић пише да је Вујица био један од покретача Другог српског устанка, по повратку из Бесарабије, слушајући и помажући све намере кнеза Милоша Обреновића. У току мировних преговора, јесени 1815. године, од Срба је тражено да положе оружје и предају га Турцима. На то је Вујица пружајући своје оружје рекао: „Ето мојих пиштоља! Сутра ћу ја доћи честитом везиру, па нека ме убије тим истим мојим пиштољима, али народ оружја не да!“ На то је нови београдски везир Марашли Али-паша узвратио речима: „Море будите ви султану покорни па, ако хоћете носите и топове за појасом. После тих преговара Србима је зајамчена стална аутономија.
У Србију се вратио мир који је потрајао годинама.  У манастиру Јошаници, 12. августа 1815, Вујица је саставио „иштанције“ које су послате у Цариград, и у којима се побрајају зла и насиља што су чинили Турци од 1813. до 1815. Овај документ је веома занимљив и поучан за осветљење ондашњега стања у Србији.
У пролеће 1816. године Вујица и Јеврем Обреновић у Цариграду од Порте траже права која су Србима обећана Букурешким миром 1812. године. У том периоду Вујица Вулићевић, кнез смедеревске нахије, учествује у свим важним пословима и практично је друга личност у Србији, иза кнеза Милоша. Вујица Вулићевић је био у депутацији, која је крајем 1820. године, упућена у Цариград, са овлашћењем да тражи потпуну самоуправу за Србију. У току њиховог боравка у Турској, 1821. године, у Грчкој је избио устанак. Страхујући од српске подршке грчким устаницима, султан Махмуд II је српске изасланике ставио у притвор. У заточеништву су остали до 1826. године.Потпуно отуђен од политичких збивања и државних послова остатак живота Вујица је провео на свом имању у Азањи, у засеоку Грчац.
Године 1817. у Радовањском лугу надомак Велике Плане помогао је убиство Карађорђа по наређењу Милоша Обреновића и тадашње владајуће структуре у Србији. Он је био Карађорђев кум, па је Карађорђе код њега одсео имајући поверење. У знак покајања подигао је цркву-брвнару Покајница. Контроверзе око личности и дела војводе Вујице и даље су веома присутне у српској историографији. Имао је тројицу синова: Петра, Димитрија и Миљка као и кћерку Станојку. И данас има његових потомака.
Војвода Вујица је умро 1828. године и сахрањен је у манастиру Пиносава, Кусадак, у близини гроба Милоја Ђака.